# Copa Mundial VIVA 2012
La Copa Mundial VIVA Kurdistán 2012 fue la V y última edición de la Copa Mundial VIVA, organizada por la NF-Board.
Los partidos fueron disputados en cinco  sedes de Kurdistán, dos de ellas en Erbil, capital de Kurdistán. Esto marcó un nuevo récord en la historia de la competición, con nueve equipos que compitieron por el trofeo Nelson Mandela. Al Iraqiya firmando un acuerdo de derechos de televisión con la NF-Board y la Asociación de Fútbol del Kurdistán Iraquí transmitió todos los partidos.

## Sedes
| Ciudad     | Estadio               | Capacidad |
| ---------- | --------------------- | --------- |
| Erbil      | Estadio Franso Hariri | 40.000    |
| Duhok      | Estadio de Duhok      | 30.000    |
| Solimania  | Estadio Sulaymaniyah  | 15.000    |
| Erbil      | Estadio Brayati -     |           |
| Salahaddin | Estadio Ararat        | -         |

## Equipos participantes
En cursiva los equipos debutantes.
| Equipos participantes | Equipos participantes | Equipos participantes |
| --------------------- | --------------------- | --------------------- |
| Kurdistán             | Occitania             | Sahara Occidental     |
| Zanzíbar              | Raetia                | Tamil Eelam           |
| Chipre del Norte      | Darfur                | Provenza              |

## Primera fase

### Grupo A
| N.º | Selección         | PTS | PJ | PG | PE | PP | GF | GC | DIF |
| --- | ----------------- | --- | -- | -- | -- | -- | -- | -- | --- |
| 1   | Kurdistán         | 6   | 2  | 2  | 0  | 0  | 7  | 0  | +7  |
| 2   | Occitania         | 3   | 2  | 1  | 0  | 1  | 6  | 3  | +3  |
| 3   | Sahara Occidental | 0   | 2  | 0  | 0  | 2  | 2  | 12 | -10 |

| 4 de junio de 2012 | Kurdistán                                                          | 6:0     | Sahara Occidental | Estadio Franso Hariri, Erbil   |                                |
| 20:00              | Mushir 12' (pen.) · Sherzad 16', 33' · Halgurd 74' · Aziz 82', 90' | Reporte |                   | Asistencia: 9.000 espectadores | Asistencia: 9.000 espectadores |

| 5 de junio de 2012 | Sahara Occidental     | 2:6     | Occitania                                                                  | Estadio Ararat, Salahaddin   |                              |
| 17:00              | Budah 52' · Malum 56' | Reporte | Flourens 6' · Bertini 12', 14' · Amiel 67' · Quéré 72' (pen.) · Patrac 75' | Asistencia: 200 espectadores | Asistencia: 200 espectadores |

| 6 de junio de 2012 | Occitania | 0:1     | Kurdistán  | Estadio Sulaymaniyah, Solimania |                                 |
| 17:00              |           | Reporte | Ismael 28' | Asistencia: 10.000 espectadores | Asistencia: 10.000 espectadores |

### Grupo B
| N.º | Selección   | PTS | PJ | PG | PE | PP | GF | GC | DIF |
| --- | ----------- | --- | -- | -- | -- | -- | -- | -- | --- |
| 1   | Zanzíbar    | 6   | 2  | 2  | 0  | 0  | 9  | 0  | +9  |
| 2   | Raetia      | 3   | 2  | 1  | 0  | 1  | 1  | 6  | -5  |
| 3   | Tamil Eelam | 0   | 2  | 0  | 0  | 2  | 0  | 4  | -4  |

| 4 de junio de 2012 | Zanzíbar                                        | 6:0     | Recia | Estadio Franso Hariri, Eril |  |
| 22:00              | Mcha 33', 41', 52' · Kassim 51' · Juma 88', 90' | Reporte |       |                             |  |

| 05 de junio de 2012 | Recia      | 1:0     | Tamil Eelam | Estadio Franso Hariri, Eril |  |
| 20:30               | Dudler 83' | Reporte |             |                             |  |

| 6 de junio de 2012 | Tamil Eelam | 0:3 | Zanzíbar                       | Estadio Franso Hariri, Eril |                          |
| 21:30              |             |     | Mcha 22' · Omar 61' · Juma 90' | Árbitro(s): Osman Özpaşa    | Árbitro(s): Osman Özpaşa |

### Grupo C
| N.º | Selección        | PTS | PJ | PG | PE | PP | GF | GC | DIF |
| --- | ---------------- | --- | -- | -- | -- | -- | -- | -- | --- |
| 1   | Provenza         | 6   | 2  | 2  | 0  | 0  | 20 | 1  | +19 |
| 2   | Chipre del Norte | 3   | 2  | 1  | 0  | 1  | 16 | 2  | +14 |
| 3   | Darfur           | 0   | 2  | 0  | 0  | 2  | 0  | 33 | -33 |

| 4 de junio de 2012 | República Turca del Norte de Chipre                                                                                              | 15:0    | Darfur | Estadio Brayati, Erbil |  |
| 17:00              | Turan 11', 17', 23', 44', 50', 90' · Çıdamlı 14', 76', 81' · Börekçi 21' · Kayalilar 34' · Güvensoy 46', 61', 63' · Yaşinses 87' | Reporte |        |                        |  |

| 5 de junio de 2012 | Darfur | 0:18    | Provenza | Estadio Franso Hariri, Erbil |  |
| 22:30              |        | Reporte | Mdahoma 4' · Zenafi 5', 40', 59' · Copel 19', 32', 59', 68', 75' · S.Abbes 23', 49', 50', 77', 83' · Y.Abbes 41', 54' · Taba 47' · Lescoualch 66' |                              |  |

| 6 de junio de 2012 | Provenza                    | 2:1 | República Turca del Norte de Chipre | Estadio Franso Hariri, Erbil |  |
| 23:30              | Zenafi 28' · Lescoualch 35' |     | Tağman 26'                          |                              |  |

## Segunda fase
|  | Semifinales      | Semifinales |                  |           | Final        | Final        |  |
|  |                  |             |                  |           |              |              |  |
|  |                  |             |                  |           |              |              |  |
|  | Kurdistán        | 2           |                  |           |              |              |  |
|  | Kurdistán        | 2           |                  |           |              |              |  |
|  | Provenza         | 1           |                  |           |              |              |  |
|  | Provenza         | 1           |                  | Kurdistán | 2            |              |  |
|  |                  |             |                  | Kurdistán | 2            |              |  |
|  |                  |             | Chipre del Norte | 1         |              |              |  |
|  | Zanzíbar         | 0           | Chipre del Norte | 1         |              |              |  |
|  | Zanzíbar         | 0           |                  |           |              |              |  |
|  | Chipre del Norte | 2           |                  |           | Tercer lugar | Tercer lugar |  |
|  | Chipre del Norte | 2           |                  |           | Tercer lugar | Tercer lugar |  |
|  |                  |             |                  |           |              |              |  |
|  |                  |             |                  |           | Provenza     | 2            |  |
|  |                  |             |                  |           | Provenza     | 2            |  |
|  |                  |             |                  |           | Zanzíbar     | 7            |  |
|  |                  |             |                  |           | Zanzíbar     | 7            |  |
|  |                  |             |                  |           |              |              |  |

|  | Noveno puesto     | Noveno puesto     | Noveno puesto     |                   |   | Semifinales por el 5° puesto | Semifinales por el 5° puesto | Semifinales por el 5° puesto |                |             | Quinto puesto | Quinto puesto | Quinto puesto |  |
|  |                   |                   |                   |                   |   |                              |                              |                              |                |             |               |               |               |  |
|  |                   |                   |                   |                   |   |                              |                              |                              |                |             |               |               |               |  |
|  |                   |                   |                   |                   |   |                              |                              |                              |                |             |               |               |               |  |
|  |                   |                   |                   |                   |   |                              |                              |                              |                |             |               |               |               |  |
|  |                   |                   |                   |                   |   |                              |                              |                              |                |             |               |               |               |  |
|  |                   | Occitania         | Occitania         | 7                 |   |                              |                              |                              |                |             |               |               |               |  |
|  |                   |                   |                   | 7                 |   |                              |                              |                              |                |             |               |               |               |  |
|  |                   |                   | Tamil Eelam       | Tamil Eelam       | 0 |                              |                              |                              |                |             |               |               |               |  |
|  |                   |                   | Tamil Eelam       | Tamil Eelam       | 0 |                              |                              |                              |                |             |               |               |               |  |
|  |                   |                   |                   |                   |   |                              |                              |                              |                |             |               |               |               |  |
|  |                   |                   |                   |                   |   |                              |                              |                              |                |             |               |               |               |  |
|  |                   |                   |                   |                   |   |                              | Occitania                    | Occitania                    | 3              |             |               |               |               |  |
|  |                   |                   |                   |                   |   |                              |                              |                              | 3              |             |               |               |               |  |
|  |                   |                   | Sahara Occidental | Sahara Occidental | 1 |                              |                              |                              |                |             |               |               |               |  |
|  |                   |                   | Sahara Occidental | Sahara Occidental | 1 |                              |                              |                              |                |             |               |               |               |  |
|  |                   |                   |                   |                   |   |                              |                              |                              |                |             |               |               |               |  |
|  |                   |                   |                   |                   |   |                              |                              |                              |                |             |               |               |               |  |
|  |                   | Sahara Occidental | Sahara Occidental | 3                 |   |                              | Séptimo puesto               | Séptimo puesto               | Séptimo puesto |             |               |               |               |  |
|  |                   |                   |                   | 3                 |   |                              | Séptimo puesto               | Séptimo puesto               | Séptimo puesto |             |               |               |               |  |
|  |                   |                   | Recia             | Recia             | 0 |                              |                              |                              |                |             |               |               |               |  |
|  | Sahara Occidental | Sahara Occidental | Recia             | Recia             | 0 | 5                            |                              |                              | Tamil Eelam    | Tamil Eelam | 4             |               |               |  |
|  | Sahara Occidental | Sahara Occidental |                   |                   |   |                              |                              |                              | Tamil Eelam    | Tamil Eelam | 4             |               |               |  |
|  | Darfur            | Darfur            | 1                 |                   |   |                              |                              |                              |                |             | Recia         | Recia         | 0             |  |
|  | Darfur            | Darfur            | 1                 |                   |   |                              |                              |                              |                |             | Recia         | Recia         | 0             |  |
|  |                   |                   |                   |                   |   |                              |                              |                              |                |             |               |               |               |  |

### Noveno Lugar
| 7 de junio de 2012 | Sahara Occidental                                     | 5:1 | Darfur       | Estadio Franso Hariri, Erbil |  |
| 17:30              | Budah 31', 85' · Malum 80' · Maaruf 87' · El Mami 90' |     | Moubarak 46' |                              |  |

### Semifinales por el quinto lugar
| 7 de junio de 2012 | Occitania                                                                              | 7:0 | Tamil Eelam | Estadio Franso Hariri, Erbil |  |
| 20:30              | Martinez 30', 51' · Patrac 49' · Dalzon 50' · Thomas 64' · Massaré 83' · Hernández 89' |     |             |                              |  |

| 8 de junio de 2012 | Sahara Occidental                    | 3:0 | Recia | Estadio Franso Hariri, Erbil |  |
| 17:00              | Moulay 59' · El Mami 83' · Boiah 87' |     |       |                              |  |

### Séptimo lugar
| 9 de junio de 2012 | Tamil Eelam                         | 4:0     | Recia | Estadio Franso Hariri, Erbil |  |
| 10:00              | Nagulendran 59', 67', 71' · Sri 79' | Reporte |       |                              |  |

### Quinto lugar
| 9 de junio de 2012 | Occitania                            | 3:1 | Sahara Occidental | Estadio Ararat, Salahaddin |  |
| 11:00              | Thomas 35' · Bertini 55' · Amiel 86' |     | Bijah 90'         |                            |  |

### Semifinales
| 8 de junio de 2012 | Kurdistán      | 2:1     | Provenza   | Estadio de Duhok, Duhok         |                                 |
| 18:30              | Ismael 2', 59' | Reporte | Zenafi 36' | Asistencia: 12.500 espectadores | Asistencia: 12.500 espectadores |

| 8 de junio de 2012 | Zanzíbar | 0:2     | República Turca del Norte de Chipre | Estadio de Duhok, Duhok |  |
| 20:15              |          | Reporte | Yaşinses 58' · Kayalilar 69' (pen.) |                         |  |

### Tercer lugar
| 9 de junio de 2012 | Provenza             | 2:7 | Zanzíbar                                                 | Estadio Franso Hariri, Erbil |  |
| 16:30              | Taba 44' · Copel 57' |     | Suleiman 22', 23', 71' · Mcha 35', 68', 90' · Kassim 58' |                              |  |

### Final
| 9 de junio de 2012 | Kurdistán                       | 2:1     | República Turca del Norte de Chipre | Estadio Franso Hariri, Erbil    |                                 |
| 19:00              | Halgurd 9' (pen.) · Siamand 32' | Reporte | Mohamad 42' (a.g.)                  | Asistencia: 22.000 espectadores | Asistencia: 22.000 espectadores |

| Kurdistán         |
| Campeón Kurdistán |
| Primer título     |

## Goleadores
| Jugador          | Selección        | Goles |
| ---------------- | ---------------- | ----- |
| Halil Turan      | Chipre del Norte | 6     |
| Christophe Copel | Provenza         | 6     |

## Clasificación final
| Pos | Equipo            | PJ | PG | PE | PP | GF | GC | DG  | Pts |
| --- | ----------------- | -- | -- | -- | -- | -- | -- | --- | --- |
| 1   | Kurdistán         | 4  | 4  | 0  | 0  | 11 | 2  | +9  | 12  |
| 2   | Chipre del Norte  | 4  | 2  | 0  | 2  | 19 | 4  | +15 | 6   |
| 3   | Zanzíbar          | 4  | 3  | 0  | 1  | 16 | 4  | +12 | 9   |
| 4   | Provenza          | 4  | 2  | 0  | 2  | 23 | 10 | +13 | 6   |
| 5   | Occitania         | 4  | 3  | 0  | 1  | 16 | 4  | +12 | 9   |
| 6   | Sahara Occidental | 5  | 2  | 0  | 3  | 11 | 16 | -5  | 6   |
| 7   | Tamil Eelam       | 4  | 1  | 0  | 3  | 4  | 11 | -7  | 3   |
| 8   | Raetia            | 4  | 1  | 0  | 3  | 1  | 13 | -12 | 3   |
| 9   | Darfur            | 3  | 0  | 0  | 3  | 1  | 38 | -37 | 0   |